# Zygmunt Adamski (inżynier)
Zygmunt Adamski (ur. 29 października 1901 w Piotrkowie Trybunalskim, zm. 1 lutego 1979) – inżynier hydrotechnik, budowniczy portów w Gdyni i Wielkiej Wsi.

## Życiorys
Studiował inżynierię wodną na Politechnice Warszawskiej, którą ukończył w marcu 1929 roku, a w maju został zatrudniony przez inż. Tadeusza Wendę w Kierownictwie Budowy Portu Gdynia. Brał m.in. udział w budowie basenów Prezydenta i Kwiatkowskiego. Przed wybuchem II wojny światowej pracował w Urzędzie Morskim na stanowisku kierownika Oddziału Administracji Wybrzeża.
Po wkroczeniu Niemców został wysiedlony z Gdyni i w okresie okupacji przebywał w Generalnym Gubernatorstwie. Wrócił natychmiast po zakończeniu działań zbrojnych na Pomorzu. Powołany na stanowisko naczelnika Wydziału Administracji Wybrzeża w Głównym Urzędzie Morskim w Gdańsku, energicznie przystąpił do usuwania zniszczeń w portach.
Pod koniec 1946 roku został dyrektorem Społecznego Przedsiębiorstwa Budowlanego Robót Morskich, a od lutego 1949 kierował oddziałem państwowego Przedsiębiorstwa Robót Inżynieryjno-Morskich w Gdańsku. Od stycznia 1953 roku, jako naczelny inżynier Zjednoczenia Budownictwa Inżynieryjno-Morskiego, kierował pracami w portach Gdyni, Gdańska, Darłowa, Kołobrzegu, Łeby i Ustki. Był wielokrotnie nagradzany wysokimi odznaczeniami państwowymi, m.in. Krzyżem Oficerskim Orderu Odrodzenia Polski, Srebrnym i Złotym Krzyżem Zasługi (30 kwietnia 1938).
W sierpniu 1969 roku przeszedł na emeryturę. Zmarł w Gdańsku w lutym 1979 roku. Został pochowany na gdańskim Cmentarzu Srebrzysko (rejon X, kwatera VIII, rząd 17, grób 5).

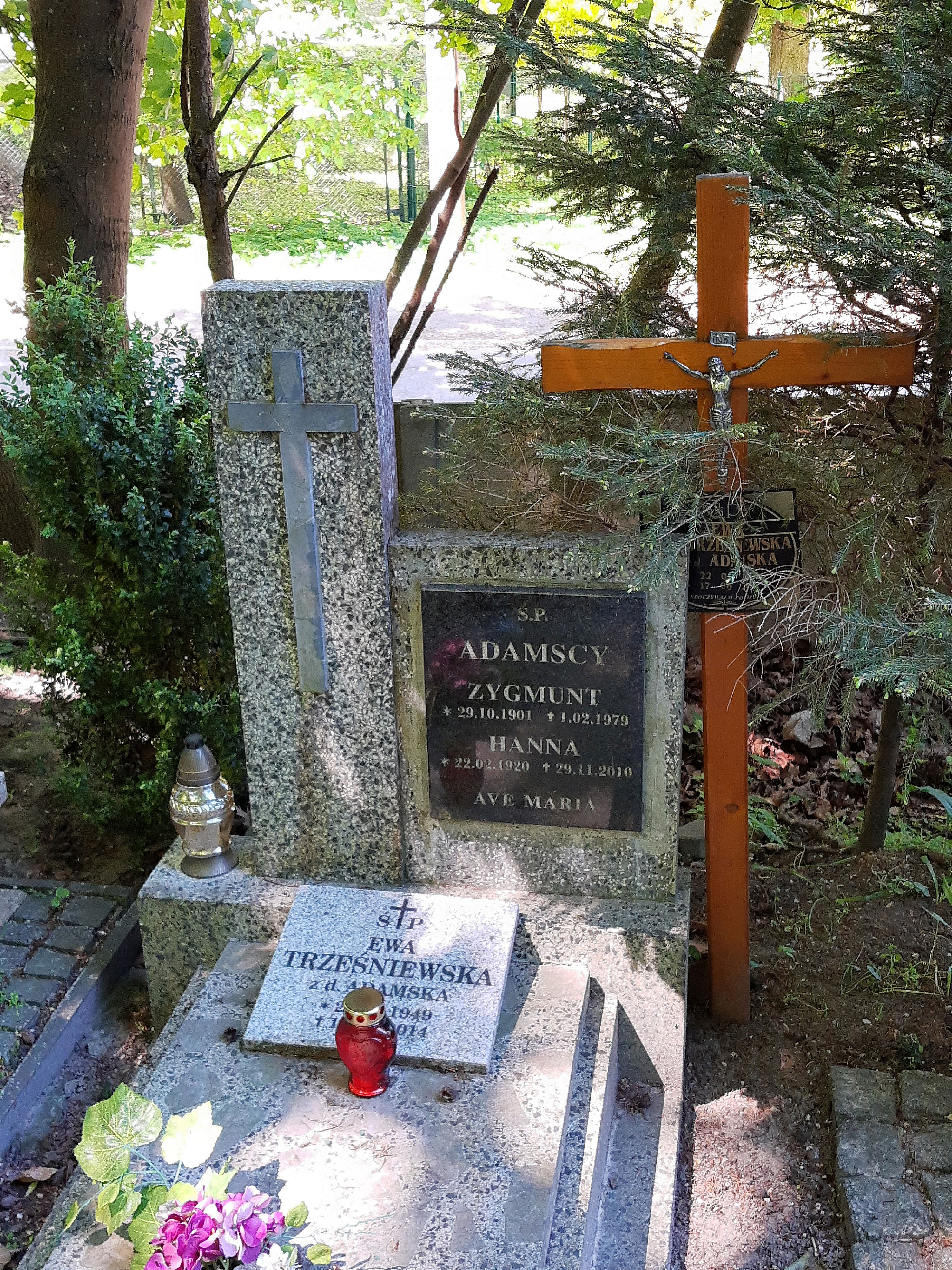
Grób Zygmunta Adamskiego na Cmentarzu Srebrzysko